# Михайловская площадь (Киев)
Михайловская площадь — площадь в Шевченковском районе Киева, расположена между улицами Десятинной, Трёхсвятительской, Михайловской, Большой Житомирской и Владимирским переулком.

## История
Михайловская площадь является одной из старейших в Киеве. Сформировалась она в XII веке перед въездом в Михайловский Златоверхий монастырь. По её западной части некогда проходил вал киевского детинца (города Владимира) с крепостными стенами и встроенными в него Михайловскими воротами.
В современном виде и размере площадь сформировалась в 1850-е годы, после того как пространство между Софийским и Михайловским соборами было разделено зданием Присутственных мест. Своё название площадь получила во время переименования улиц Киева в 1869 году.

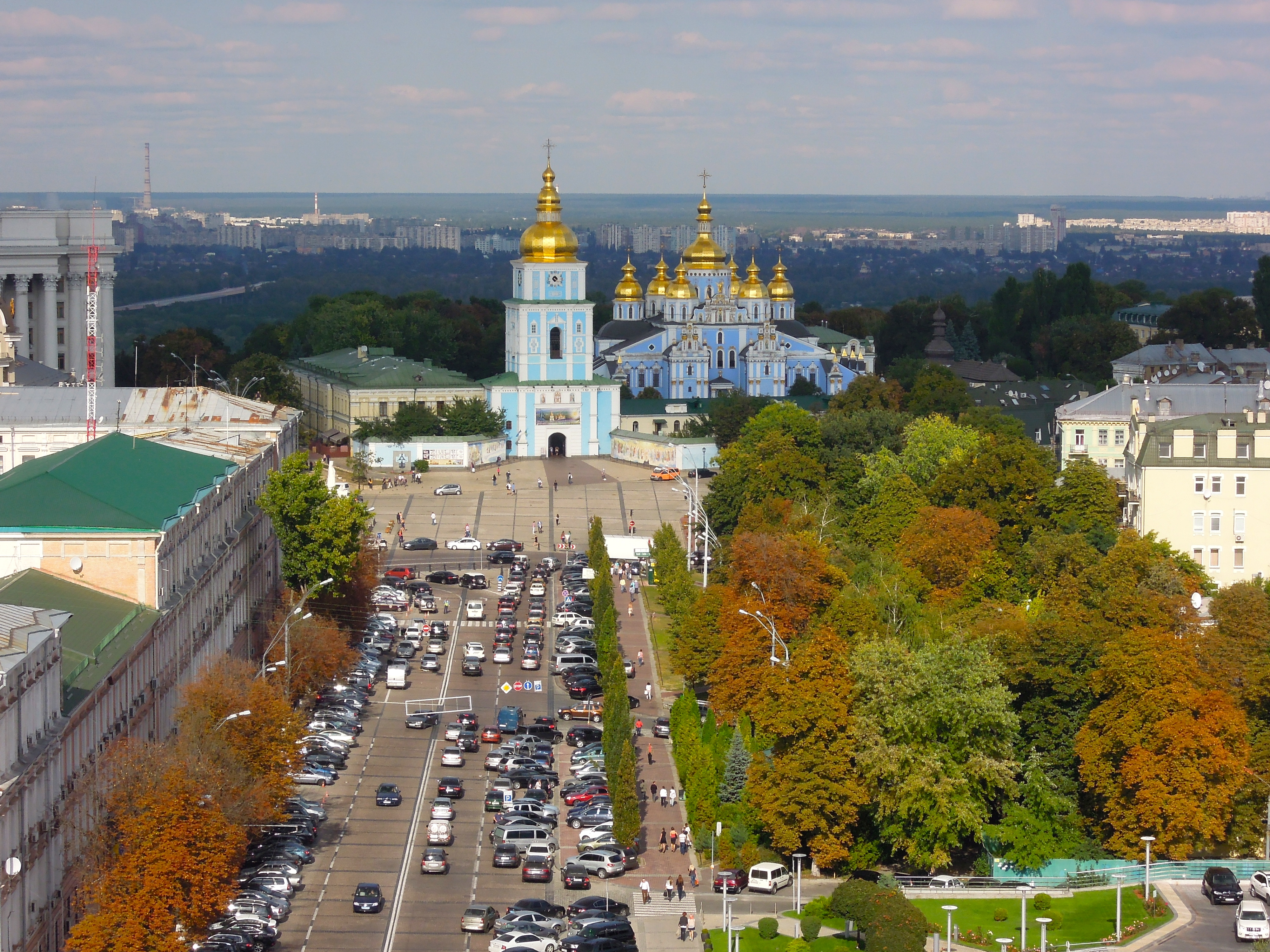
Вид на Михайловскую площадь с Софийского собора

Со временем на Михайловской площади появилось здание Первого реального училища, перед которым в 1911 году установили памятник княгине Ольге.
Значительные изменения произошли с площадью после революции 1917 года: в 1919 году был разрушен памятник княгине Ольге, а в 1930-х годах — Михайловский Златоверхий монастырь. На площади планировалось сооружение правительственного центра, однако из всего запланированного соорудили лишь нынешнее здание МИД Украины. Уже после 1991 года разрушенные памятники были восстановлены.
Рядом с площадью расположен парк Владимирская горка.

## Транспорт
- Троллейбусы 16, 18
- Маршрутное такси 527
- метро «Золотые ворота» (1,0 км)
- метро «Майдан Незалежности» (0,6 км)

## Важные заведения
- Здание Министерства иностранных дел Украины
- Дипломатическая академия

## Более ранние названия
- Правительственная площадь
- Советская площадь
- Площадь Калинина